# Bullet (film 1996)
Bullet è un film del 1996, diretto da Julien Temple.

## Trama
Bullet è un uomo di 35 anni di religione ebraica. Uscito di prigione dopo 7 anni, ritorna a vivere con la sua famiglia a New York, dove ritrova il padre spesso ubriaco, la madre depressa, il fratello maggiore Louis irrimediabilmente schizofrenico, reduce dal Vietnam, e il fratello minore Ruby, un aspirante artista abile nel disegno e nei graffiti. Ritrova inoltre il suo migliore amico Lester. Tank è uno spacciatore afroamericano che ha un conto in sospeso con Bullet e vuole ucciderlo perché gli ha fatto perdere un occhio.
Nel frattempo Bullet fa spesso uso di eroina e deruba gioielli ai suoi vicini per poi venderli ad un gangster italiano dal nome Ciglia Frankie. Una notte Tank va da Bullet insieme al suo braccio destro per eliminarlo ma il loro scontro si conclude in un pareggio. Dopo lo scontro Bullet ritorna a casa dalla madre dicendole che gli dispiace di tutto ciò che nel corso degli anni è successo per colpa della droga, nella stessa notte Tank si incontra nuovamente con Bullet per poi ammazzarlo, il fratello Louis si vendica tagliando la gola a Tank.